# Lịch sử sushi

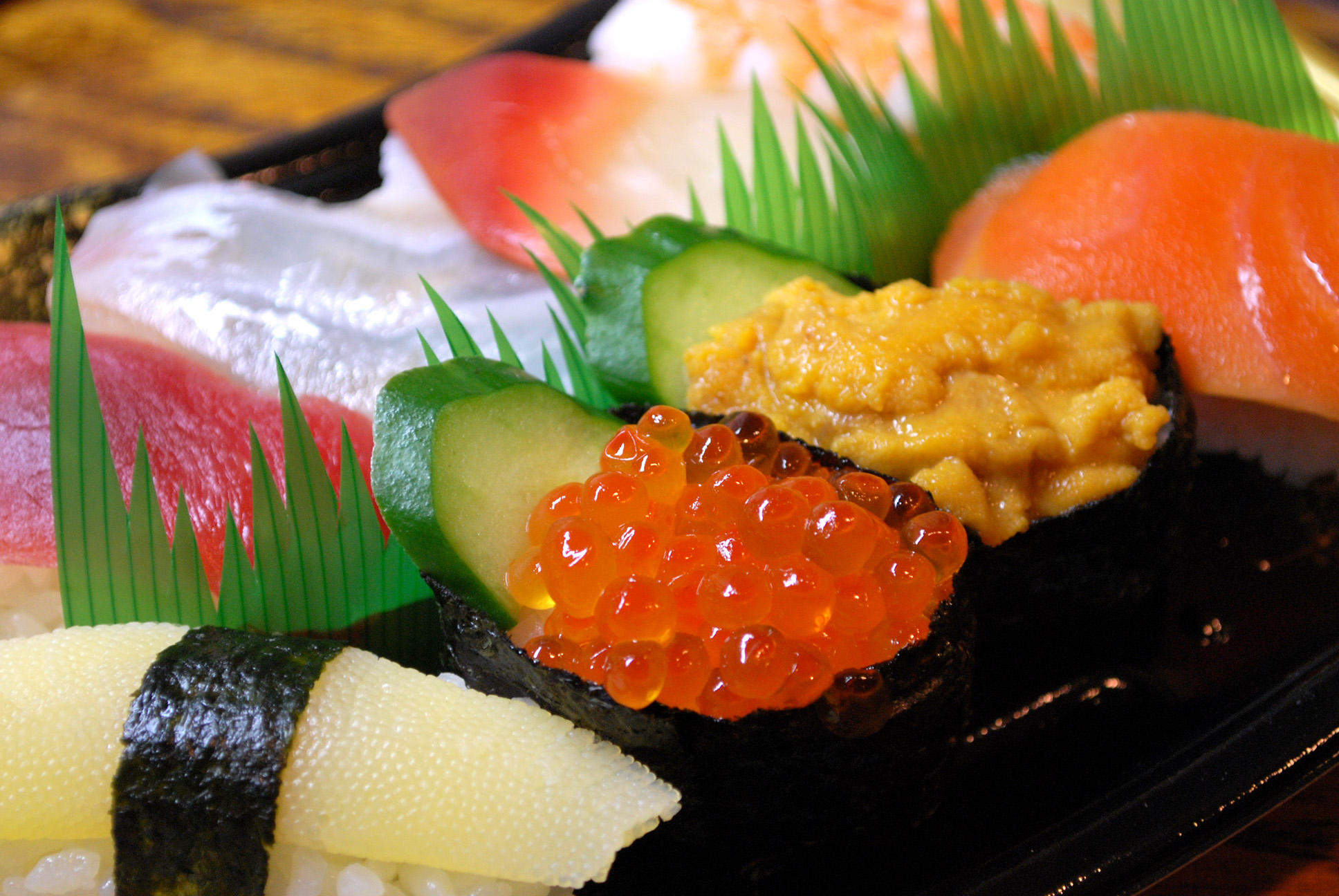
Sushi

Lịch sử sushi bắt đầu từ thời cổ đại, khi quá trình canh tác lúa có mặt ở Nhật Bản từ 2.000 năm trước. Hình thức sushi ban đầu được phát triển tại Nara như là một cách lưu giữ cá trong gạo lên men. Trong thời kỳ Muromachi, người Nhật bắt đầu ăn cơm cùng với cá. Trong thời kỳ Edo, giấm được dùng thay cho gạo lên men. Trong thời tiền hiện đại và hiện đại, nó đã trở thành một hình thức thức ăn nhanh gắn chặt với văn hoá Nhật Bản.

## Lịch sử sớm nhất và các loại sushi

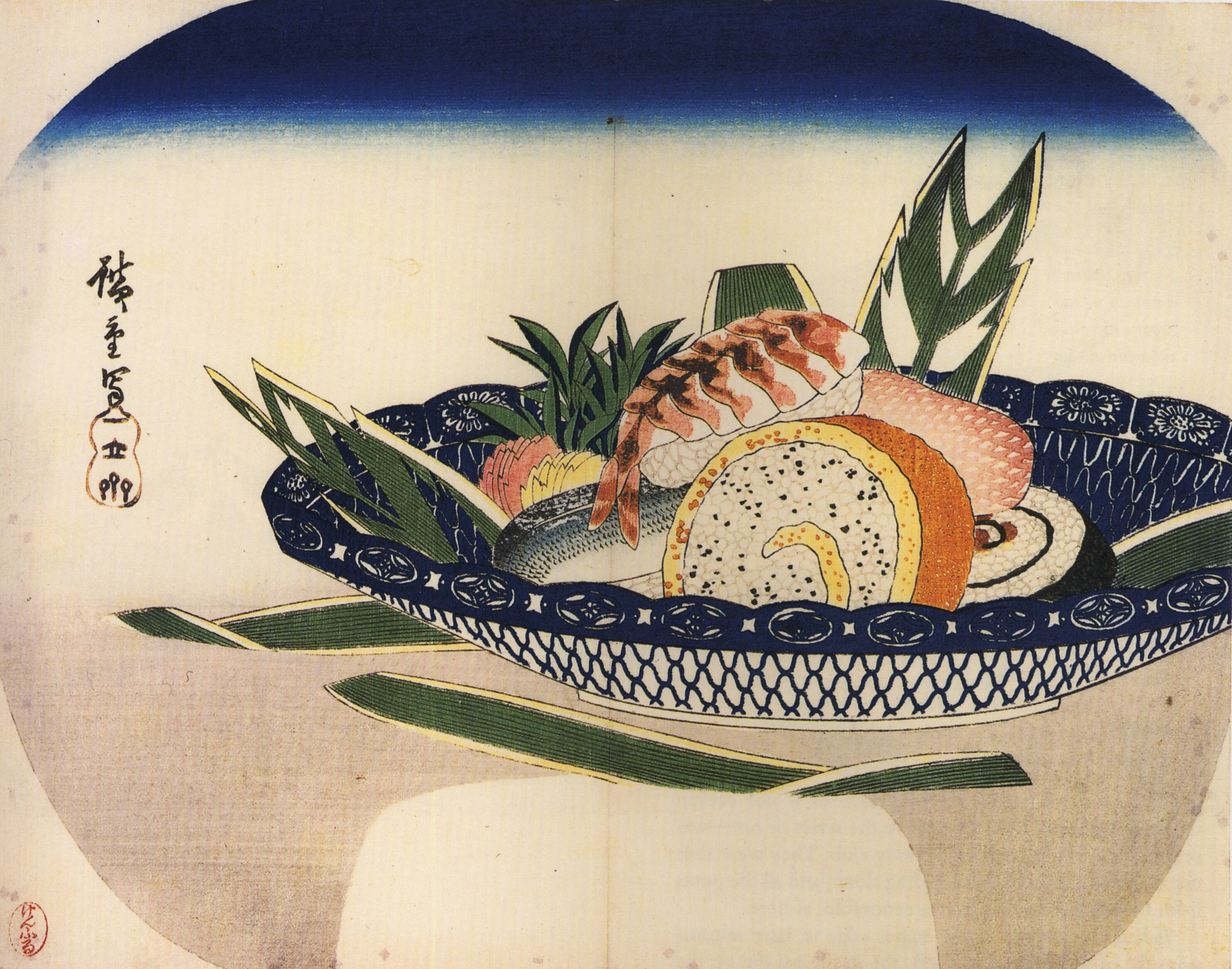
Một đĩa sushi (tranh của Hiroshige) trên quạt giấy Uchiwa

Hình thức sớm nhất của sushi, một món ăn ngày nay được gọi là narezushi, có nguồn gốc có thể xảy ra với những cánh đồng lúa dọc theo sông Mê Kông ở Đông Nam Á. Các narezushi nguyên mẫu được tạo ra bởi cá lên men với muối và gạo để kiểm soát quá trình lên men. Trải dài về phía nam xuống sông Mê Kông, narezushi sau đó tiến vào Austronesia. Ở Nhật Bản, sự phân phối của món ăn chồng chéo với việc giới thiệu canh tác lúa nước trong thời kỳ Yayoi.
Narezushi xuất hiện trong từ điển tiếng Trung vào thế kỷ thứ hai sau Công nguyên với tên sa (鮓, cá ngâm với muối và gạo), trong thời kỳ người Hán mở rộng về phía nam sông Dương Tử, nhận thức cách ăn uống từ các dân tộc không phải người Hán.
Người Nhật thích ăn cá với cơm, được gọi là namanare hoặc namanari (生成, なまなれ, なま, bán lên men). Trong thời kỳ Muromachi, namanare là loại sushi phổ biến nhất. Namanare là một phần cá sống được bọc trong gạo, được tiêu thụ tươi, trước khi nó thay đổi hương vị. Cách tiêu thụ cá mới này không còn là một hình thức bảo quản mà là một món ăn mới trong ẩm thực Nhật Bản.
Trong thời Edo, một loại sushi thứ ba đã được phát triển, haya-zushi (早鮨寿司,, sushi nhanh). Haya-zushi được chế biến sao cho cả gạo và cá có thể được tiêu thụ cùng một lúc, và món ăn trở nên độc đáo đối với văn hóa Nhật Bản. Đây là lần đầu tiên gạo không được sử dụng để lên men. Gạo bây giờ được trộn với giấm, với cá, rau và thực phẩm khô được thêm vào. Loại sushi này vẫn còn rất phổ biến ngày nay. Mỗi vùng sử dụng hương vị địa phương để sản xuất nhiều loại sushi đã được truyền qua nhiều thế hệ.
Phong cách nigirizushi ngày nay (にぎり), bao gồm một nắm cơm nhỏ hình chữ nhật với một lát cá hay hải sản khác ở trên, trở nên phổ biến ở Edo (Tokyo đương đại) vào những năm 1820 hoặc 1830. Một câu chuyện phổ biến về nguồn gốc của nigirizushi là về đầu bếp Hanaya Yohei (1799 Tường1858), người đã phát minh hoặc hoàn thiện kỹ thuật này vào năm 1824 tại cửa hàng của ông ở Ryōgoku. Sau trận động đất lớn Kanto năm 1923, các đầu bếp nigirizushi đã được chuyển đến từ Edo trên khắp Nhật Bản, phổ biến món ăn trên khắp đất nước. Sau này, người Nhật có thể làm nigiri bằng trứng cuộn tamago hay hải sản chín bằng cách hơ đèn khò trên mặt cá hay hải sản, thêm sốt để hợp khẩu vị người dùng. Cũng có một số loại nigiri dành cho người chuyên ăn chay như dùng dưa leo, các loại nấm, quả bơ,...
Tài liệu tham khảo sớm nhất về sushi ở Nhật Bản xuất hiện vào năm 718 trong Bộ luật Yōrō (律令 Yōrō-ritsuryō). Như một ví dụ về thuế được trả bởi các mặt hàng thực tế, nó được viết thành "雑 鮨 五 (khoảng 64 lít zakonosushi hoặc zatsunosushi?)". Tuy nhiên, không có cách nào để biết "sushi" này là gì hoặc thậm chí nó được phát âm như thế nào. Vào thế kỷ thứ 9 và 10, "" và "" được đọc là "sushi". "Sushi" này tương tự như narezushi ngày nay.
Trong gần 800 năm tiếp theo, cho đến đầu thế kỷ 19, sushi dần thay đổi và ẩm thực Nhật Bản cũng thay đổi. Người Nhật bắt đầu ăn ba bữa một ngày, cơm được luộc thay vì hấp, và có tầm quan trọng lớn, là sự phát triển của giấm gạo. Trong khi sushi tiếp tục được sản xuất bằng cách lên men cá với gạo, việc bổ sung giấm gạo làm giảm đáng kể thời gian lên men và gạo được sử dụng bắt đầu được ăn cùng với cá. Vào thời Muromochi (1336 đến 1573), quy trình sản xuất oshizushi dần dần được phát triển trong đó trong quá trình lên men bị bỏ rơi và sử dụng giấm. Vào thời Azuchi-Momoyama (1573 trừ1603), namanare được phát minh. Một từ điển 1603 Nhật-Bồ Đào Nha có một mục cho sushi namanrina, nghĩa đen là một nửa sushi. Namanare được lên men trong một thời gian ngắn hơn narezushi và có thể được ướp với giấm gạo. Nó vẫn có mùi đặc trưng của narezushi.
Mùi của narezushi có thể là một trong những lý do để rút ngắn và cuối cùng bỏ qua quá trình lên men. Nó thường được mô tả là "sự giao thoa giữa phô mai xanh, cá và giấm gạo". Một câu chuyện từ Konjaku Monogatarishū được viết vào đầu thế kỷ 12 cho thấy rõ rằng đó không phải là một mùi hấp dẫn, ngay cả khi nó có vị ngon: Vào đầu thế kỷ 18, oshizushi đã được hoàn thiện ở Osaka và nó đã đến Edo vào giữa thế kỷ 18. Những món sushi này đã được bán cho khách hàng, nhưng vì chúng vẫn cần một ít thời gian lên men, các cửa hàng đã treo một thông báo và áp phích cho khách hàng khi đến để ăn sushi. Sushi cũng được bán gần một công viên trong thời kỳ hanami và một nhà hát dưới dạng Bento. Inarizushi được bán dọc theo oshizushi. Makizushi và chirashizushi trở nên phổ biến trong thời Edo. Có ba nhà hàng sushi nổi tiếng ở Edo, Matsunozushi (松之), Yoheizushi (興兵衛) và Kenukizushi (ぬきずし) nhưng có thêm hàng ngàn nhà hàng sushi. Chúng được thành lập trong một khoảng thời gian gần hai mươi năm vào đầu thế kỷ 19. Nigirizushi là một hit ngay lập tức và nó lan rộng qua Edo như lửa rừng. Trong cuốn sách Morisadamanko (謾) xuất bản năm 1852, tác giả viết rằng đối với một phần cho (100 mét x 100 mét hoặc 10.000 mét vuông) của Edo có một hoặc hai nhà hàng sushi, nhưng chỉ có một nhà hàng soba tìm thấy trong 1 hoặc 2 cho. Điều này có nghĩa là có gần 2 nhà hàng sushi cho mỗi nhà hàng  mỳ soba.
Những nigirizushi đầu tiên này không giống với các giống ngày nay. Thịt cá được ướp trong nước tương hoặc giấm hoặc muối nặng nên không cần phải nhúng vào nước tương. Một số cá đã được nấu chín trước khi đưa vào sushi. Điều này là một phần không cần thiết vì không có tủ lạnh. Mỗi miếng cũng lớn hơn, gần bằng kích thước của hai miếng sushi ngày nay.
Sự ra đời của điện lạnh hiện đại cho phép sushi làm từ cá sống đến được với nhiều người tiêu dùng hơn bao giờ hết. Cuối thế kỷ 20 chứng kiến sushi trở nên phổ biến trên toàn thế giới.

### Funazushi
Funazushi là một loại narezushi hiếm được chế biến gần hồ Biwa, tỉnh Shiga. Mười tám thế hệ của gia đình Kitamura đã chuẩn bị món ăn tại Kitashina kể từ năm 1619.
Funa tươi được thu nhỏ và ruột thông qua mang của chúng giữ cho cơ thể (và luôn luôn là trứng cá) của cá còn nguyên vẹn. Cá sau đó được đóng gói với muối và già trong một năm trước khi được đóng gói lại hàng năm trong gạo cho đến bốn năm. Các món ăn lên men có thể được phục vụ thái lát mỏng hoặc được sử dụng như một thành phần trong các món ăn khác.
Funazushi đích thực được làm từ một phân loài hoang dã của cá vàng gọi là nigorobuna (một loại hoang dã của Carassius auratus) đặc hữu của hồ. Thật sự sai lầm về mặt kỹ thuật khi nói rằng "cá chép vằn" được sử dụng, như thể bất kỳ loại cá chép funa nào trong chi này có thể được thay thế, đặc biệt là vì cá chép thực sự là một loài khác biệt hoàn toàn, C. carassius và không phải là bản địa của Hồ Biwa. Tuy nhiên, do giảm sản lượng của nigorobuna trong những năm gần đây, sự thật là, do sự cần thiết, một số loài bản địa khác đang bắt đầu được thay thế.

### Makizushi

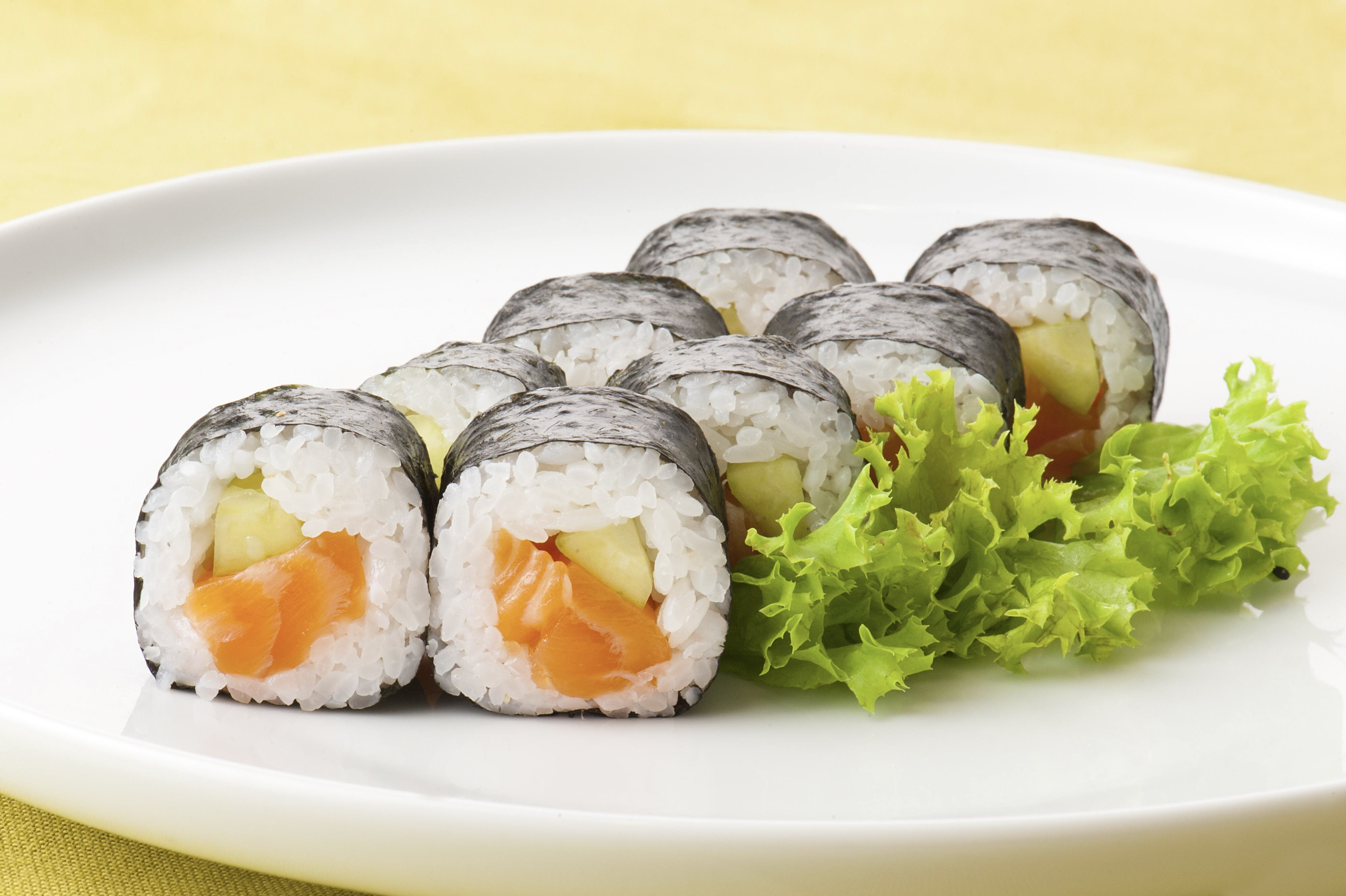
Makizushi

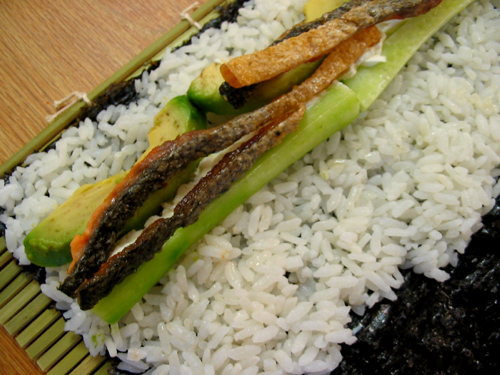
Nhân có trong makizushi

Sau khi phát minh ra rong biển nori vào khoảng năm 1750, makizushi hoặc norimaki, gạo và các thành phần khác nhau được cuộn bằng nori đã xuất hiện. Thuật ngữ makizushi lần đầu tiên được sử dụng trong một cuốn sách Ryōri Sankaikyō (山海, 1749). Tuy nhiên món ăn này không phải là makizushi ngày nay mà là hải sản cuộn với mành tre (makisu).
Ngày nay makizushi xuất hiện lần đầu tiên trong một cuốn sách Shinsen Kondate buruishū (新撰献部類集, 1776) mô tả makizushi là "Đặt một tờ asakusa-nori, cá nóc hoặc giấy lên makisu và rải cơm lên mành tre cuộn chặt chẽ từ một phía...Năm 1778, một cuốn sách hướng dẫn cửa hàng thực phẩm Shichijyūgonichi (五日, 1778) liệt kê một cửa hàng có thực đơn nổi tiếng là" norimaki-zushi ". Một cuốn sách sau Meihan Burui (飯, 1802) mô tả makizushi là "Trải asakusa-nori lên bảng, đặt cơm sushi lên nó. 
Futomaki (太巻き, "cuộn dày, lớn hoặc béo") là một miếng hình trụ lớn, thường có nori ở bên ngoài. Một cuộn Futomaki thông thường có đường kính năm đến sáu centimet (2 đến 2 1⁄2). Chúng thường được làm bằng 5 hoặc nhiều nhân được chọn cho thị hiếu và màu sắc bổ sung của chúng. Vào buổi tối của lễ hội Setsubun, theo truyền thống ở vùng Kansai là ăn Futomaki không cắt ở dạng hình trụ, nơi nó được gọi là ehō-maki. Đến năm 2000, phong tục này đã lan rộng ra toàn Nhật Bản. Futomaki thường ăn chay, và có thể sử dụng các lát dưa chuột, bầu kampyō, măng tre, hoặc củ sen. Các dải của món trứng tráng tamagoyaki, trứng cá nhỏ, cá ngừ đóng hộp và ngưu bàng là những miếng không chay điển hình. Thành phần protein phổ biến là thanh cua, chả cá kamaboko hay Chả cá satsuma -age (薩摩揚げ), trứng, hoặc thịt nướng yakiniku,xúc xích, thịt nguội xông khói, cá ngừ cay đóng hộp,tonkatsu,... Rau thường bao gồm dưa chuột, rau bina, cà rốt và takuanzuke (庵) (củ cải muối màu vàng). Gạo trắng hạt ngắn thường được sử dụng, mặc dù gạo lức hạt ngắn, như dầu ô liu trên nori, hiện đang trở nên phổ biến hơn trong số những người có ý thức về sức khỏe. Hiếm khi, gạo lức được trộn trong gạo makizushi. Ngày nay, gạo trong makizushi có thể là nhiều loại gạo lức đen và ngũ cốc, v.v.. Nori có thể được phủ bằng chút dầu mè hoặc rắc hạt vừng. Trong một biến thể, những miếng makizushi được cắt lát có thể được chiên nhẹ với lớp phủ trứng. Tamago makizushi (玉子巻き) là makizushi được phủ ngoài bởi một lớp trứng chiên mỏng, biến thể của nó là Datemaki (伊達巻き寿司) - loại sushi cuộn bên ngoài bởi trứng cuộn ngọt (loại trứng từng có trong osechi). Tempura Makizushi (天ぷら巻き) hoặc Agezushi (揚げ寿司ロー) là makizushi tẩm bột chiên giòn. Tempura makizushi, sushi cuộn California (kiểu cuốn ngược so với futomaki) hay makizushi ngoài ăn với xì dầu, wasabi và gừng muối thì chúng cũng đều ăn với hỗn hợp sốt chấm từ tương cà trộn lẫn mayonnaise có mầu hồng phớt.
Nếu như ai thích dùng futomaki chay thì sẽ sử dụng thịt hay cá chay (hoàn toàn lấy từ nguyên liệu thực vật), vì loại sushi này rất thích hợp cho những người ăn chay và hướng đạo Phật.
Hosomaki (細巻き, "cuộn mỏng") là một mảnh hình trụ nhỏ, bên ngoài có nori. Một hosomaki điển hình có đường kính khoảng 2,5 cm (1 in). Chúng thường chỉ chứa một loại nhân, thường là cá ngừ, dưa chuột, kanpyō, cà rốt thái lát mỏng, hoặc gần đây là bơ. Kappamaki, (かっぱ巻) một loại Hosomaki chứa đầy dưa chuột, được đặt theo tên nước huyền thoại Nhật Bản thích dưa chuột được gọi là kappa. Theo truyền thống, kappamaki được tiêu thụ để làm sạch vòm miệng giữa việc ăn cá sống và các loại thực phẩm khác, do đó hương vị của cá khác biệt với mùi vị của các loại thực phẩm khác. Tekkamaki (鉄火巻き) là một loại hosomaki chứa đầy cá ngừ sống. Mặc dù người ta tin rằng từ tekka, có nghĩa là "sắt nóng đỏ", ám chỉ màu sắc của thịt cá ngừ hoặc thịt cá hồi, nhưng nó thực sự có nguồn gốc từ một món ăn nhanh để ăn trong các tụ điểm đánh bạc gọi là tekkaba (火場), giống như bánh sandwich. Negitoromaki (ねぎとろ巻き) là một loại hosomaki chứa đầy hành lá (negi) và cá ngừ xắt nhỏ (toro). Cá ngừ béo thường được sử dụng trong phong cách này. Tsunamayomaki (ツ ナ マ) là một loại hosomaki chứa đầy cá ngừ đóng hộp được trộn với mayonnaise.

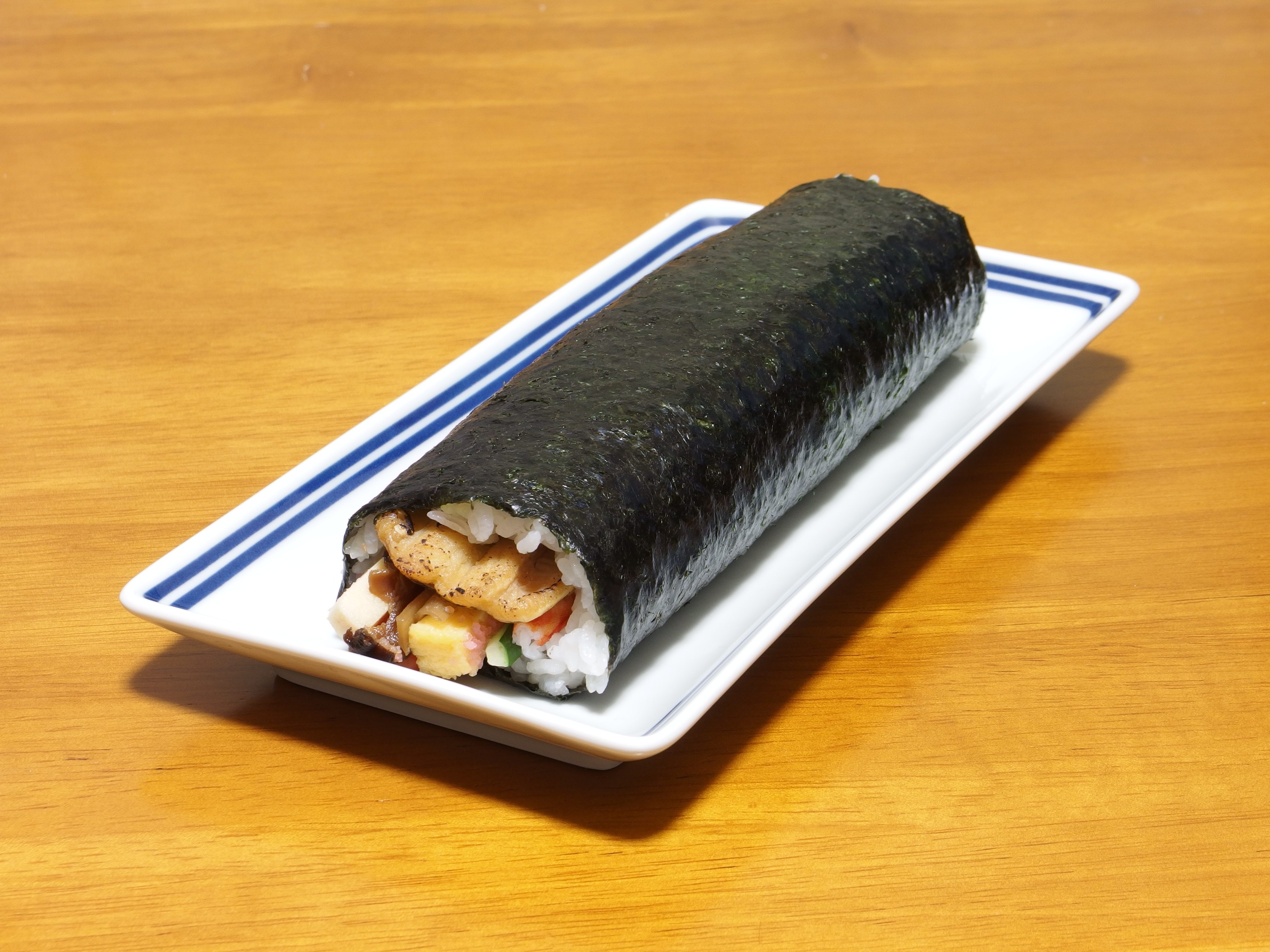
sushi cuộn Ehomaki

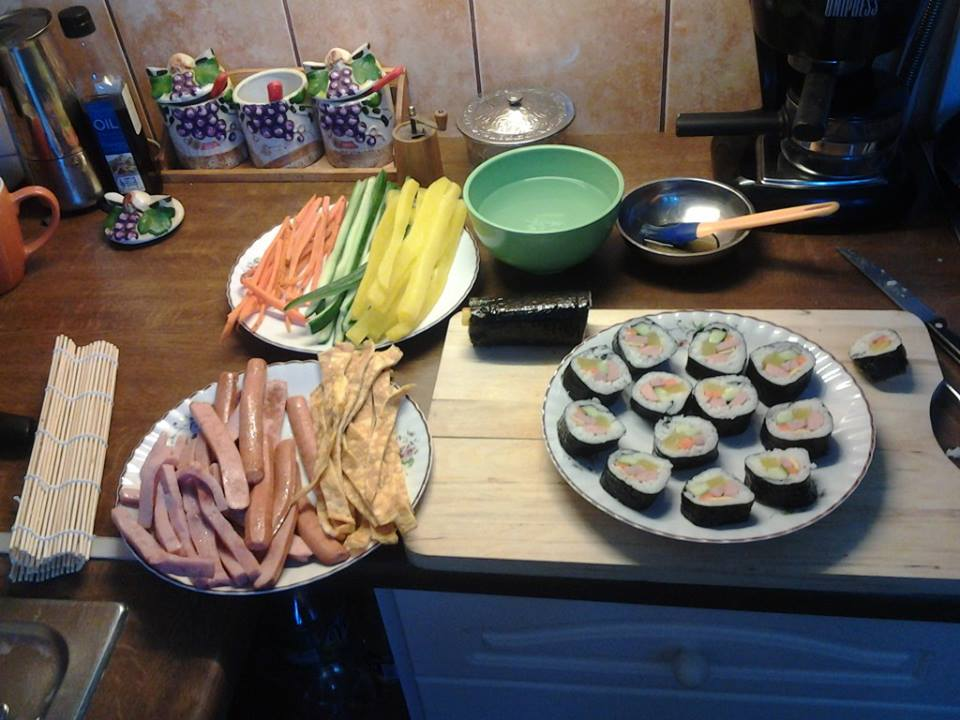
Nguyên liệu chín để làm sushi gồm takuanzuke, xúc xích, trứng tráng mỏng, cà rốt và dưa chuột. Sushi này rất thích hợp cho trẻ nhỏ nếu không ăn được sushi với nguyên liệu tươi sống

Ehomaki (恵方, "cuộn hướng may mắn") là một cuộn gồm bảy thành phần được coi là may mắn. Ehōmaki thường được ăn trên setsubun ở Nhật Bản. Các thành phần tiêu biểu bao gồm kanpyō, trứng, lươn và nấm shiitake. Ehōmaki thường bao gồm các thành phần khác. Mọi người thường ăn ehōmaki trong khi phải đối mặt với hướng được coi là tốt lành năm đó. Sushi này không bao giờ cắt khoanh như các loại makizushi khác.
Temaki (手巻, "cuộn tay") là một loại sushi hình nón lớn ở bên ngoài và các thành phần tràn ra đầu rộng. Một temaki thông thường dài khoảng 10 cm (4 in) và được ăn bằng ngón tay vì quá khó để cầm nó bằng đũa. Để có hương vị và kết cấu tối ưu, temaki phải được ăn nhanh sau khi được chế biến vì nón nori sẽ sớm hấp thụ độ ẩm từ lá nori và mất độ giòn, khiến nó hơi khó cắn. Vì lý do này, nori trong temaki làm sẵn hoặc lấy ra được niêm phong trong màng nhựa được loại bỏ ngay trước khi ăn.
Khi futomaki du nhập vào bán đảo Triều Tiên, một biến thể futomaki của Nhật Bản được giới thiệu đến Hàn Quốc từ gần cuối thời Joseon tới giai đoạn trong thời kỳ chiếm đóng của Nhật Bản (Triều Tiên thuộc Nhật).
Các nguồn khác nói rằng thực phẩm được phát triển từ truyền thống địa phương là cơm chín và banchan gói trong lá nori mà người Triều Tiên gọi là "kim" (gim). Việc sản xuất gim ở các tỉnh Gyeongsang và Jeolla được báo cáo trong các cuốn sách từ thế kỷ 15, chẳng hạn như Gyeongsang-do Jiriji và Sinjeung Dongguk Yeoji Seungnam. Ăn cơm cuộn trong lá kim cũng là một phong tục lâu đời của người Hàn Quốc. Yeoryang Sesigi, một cuốn sách của Joseon từ năm 1819, mô tả một món ăn được gọi là bokssam (복쌈; phiên âm bằng cách sử dụng Hán tự 縛, phát âm là bakjeom trong tiếng Hàn). Tuy nhiên, thời đó người Triều Tiên khi trộn cơm để cuộn với lá nori, họ không có thói quen trộn hỗn hợp giấm, đường và chút muối sao cho có vị chua ngọt cân đối như của Nhật, thay vào đó cơm được trộn với muối và dầu mè (vừng) và sử dụng hầu như thực phẩm đã chế biến, gọi là kimbap. Mặc dù cả makizushi là futomaki ngày nay (ngoài việc futomaki sử dụng hải sản tươi sống) và kimbap cũng đều sử dụng cả đồ ăn chín thì vị của hai loại cơm khác nhau hoàn toàn. Từ đó, người Triều Tiên gọi makizushi của Nhật là Kimchobap (gimchobap) (초 - "cho" trong tiếng Hàn là giấm mà tiếng Nhật là 酢 - "su"). Trong khi makizushi thường thái khoanh dày thì kimbap thái thành các lát mỏng.
Nói về tầm ảnh hưởng của sushi và kimbap thì kimbap chỉ là thứ cơm cuộn bình dân và không có tầm ảnh hưởng như sushi. Với sushi, bạn sẽ dùng kèm với nước tương Nhật, mù tạt và gừng đỏ ngâm chua; còn với kimbap khi dùng thì thường không ăn kèm nước chấm hoặc đơn giản chỉ là xốt mayonnaise trộn tương cà (một số loại sushi cuộn chấm hỗn hợp sốt này trước rồi mới tới lượt kimbap bắt đầu có sốt chấm). Điểm đặc biệt nữa là kimbap ăn vô cùng ngấy vì sau khi cuộn và trước khi cắt thành từng lát, cuộn kimbap sẽ phết rất nhiều dầu vừng, sau đó rắc vừng rang lên sau khi cắt kimbap. Trong khi sushi bán tại các quán ăn bình dân cho tới siêu thị được xếp ngay ngắn và bài trí rất đẹp trong hộp nhựa để mang đi rất tiện lợi và vô cùng vệ sinh thì ngược lại, kimbap được cắt lát và đóng gói vô cùng cẩu thả trong giấy bạc (chuyên dùng để nướng thực phẩm) vô cùng độc hại.

### Narezushi

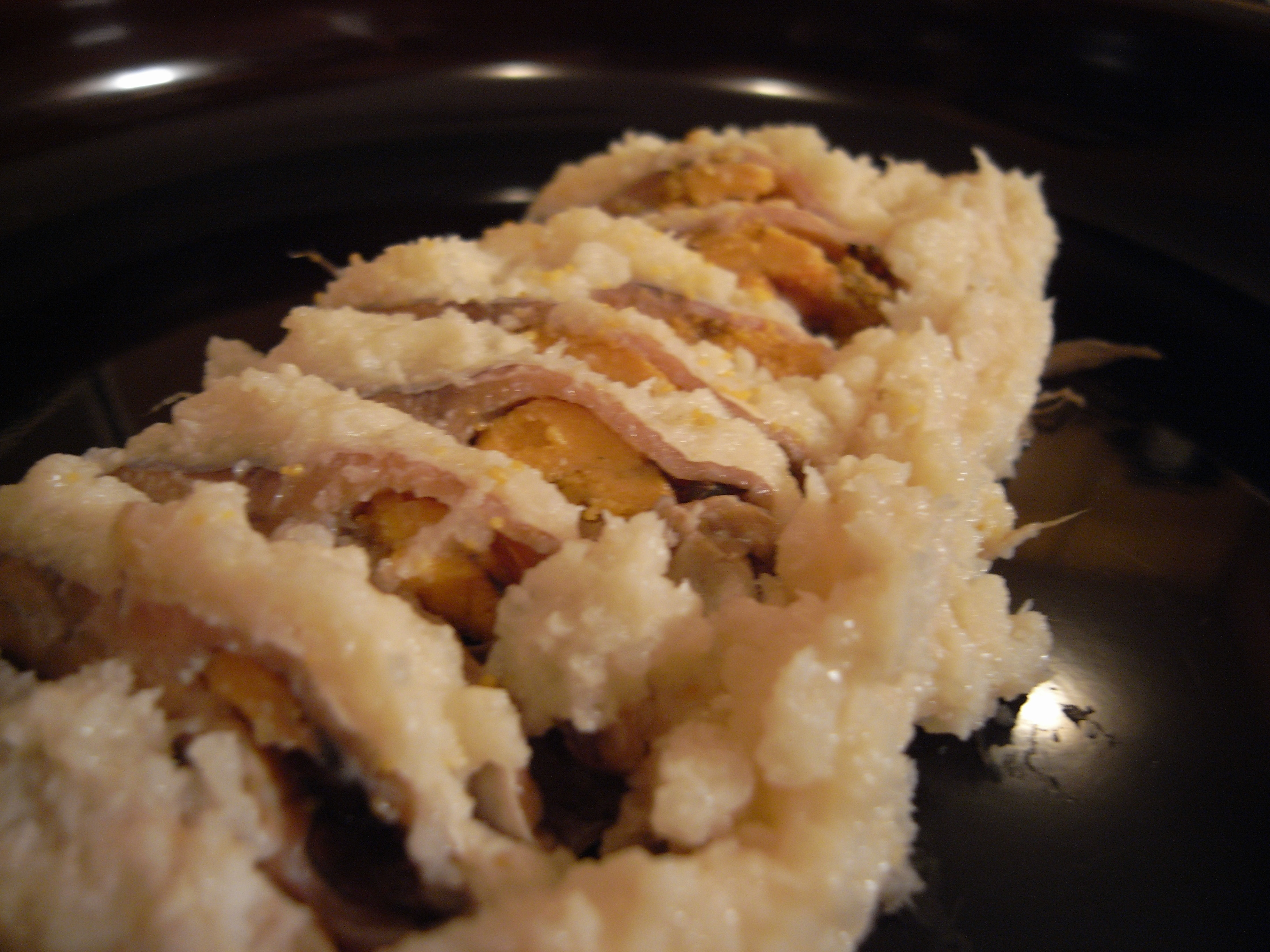
funa-zushi (narezushi) làm từ cua nigorobuna

Narezushi (熟れ 寿司, "sushi trưởng thành") là một dạng sushi lên men truyền thống. Cá da và ruột được nhồi muối, đặt trong thùng gỗ, nhúng muối một lần nữa, sau đó cân nặng với một tsukemonoishi nặng (đá ngâm). Khi ngày trôi qua, nước thấm ra và được gỡ bỏ. Sau sáu tháng, sushi này có thể được ăn, còn lại có thể ăn được trong sáu tháng trở lên.
Loại narezushi nổi tiếng nhất là những món được cung cấp như một món ăn đặc sản của tỉnh Shiga, đặc biệt là funa-zushi được làm từ cá thuộc chi cá chép, phiên bản xác thực kêu gọi sử dụng nigorobuna, một loại đặc biệt khác biệt nhiều loại cá vàng hoang dã đặc hữu của hồ Biwa.

### Chirashizushi

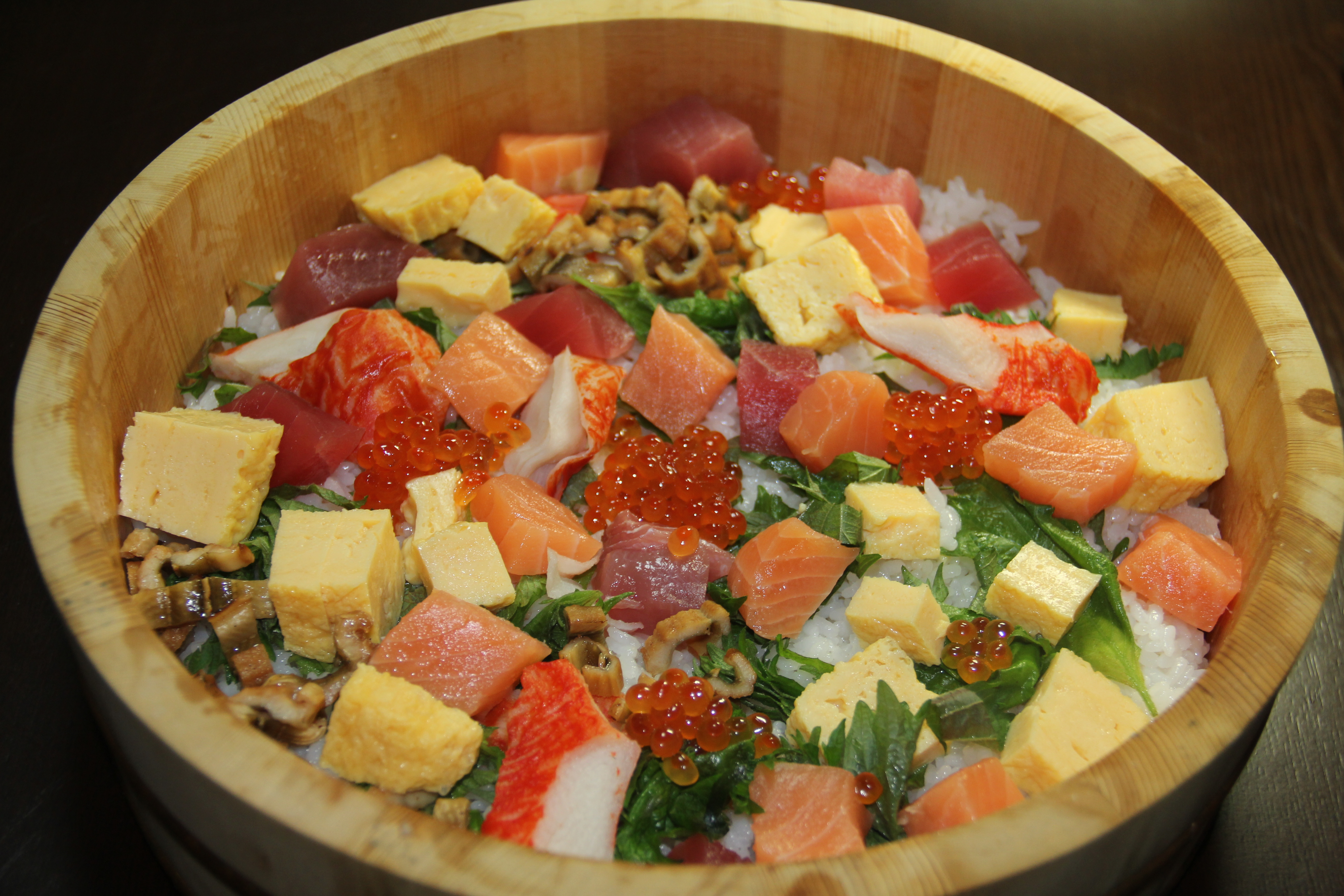
Chirashizushi với hải sản tươi sống

Chirashizushi (ちらし寿司, "sushi rải rác", còn được gọi là barazushi) phục vụ cơm trong một cái bát và đặt lên trên cùng với nhiều loại cá và rau sống. Nó thường được ăn vì nó được làm đầy, nhanh và dễ làm. Nó được ăn hàng năm trong Lễ hội búp bê Nhật Bản vào tháng ba.
Edomae chirashizushi (sushi rải rác kiểu Edo) được phục vụ với các thành phần chưa nấu chín trong một sự sắp xếp đầy nghệ thuật.
Gomokuzushi (sushi kiểu Kansai) bao gồm các nguyên liệu nấu chín hoặc chưa nấu chín trộn cùng gạo.
Sake-zushi (sushi kiểu Kyushu) sử dụng rượu gạo qua giấm để chuẩn bị cơm, và được phủ lên trên tôm, cá tráp biển, bạch tuộc, nấm shiitake, măng và trứng tráng.

### Inarizushi

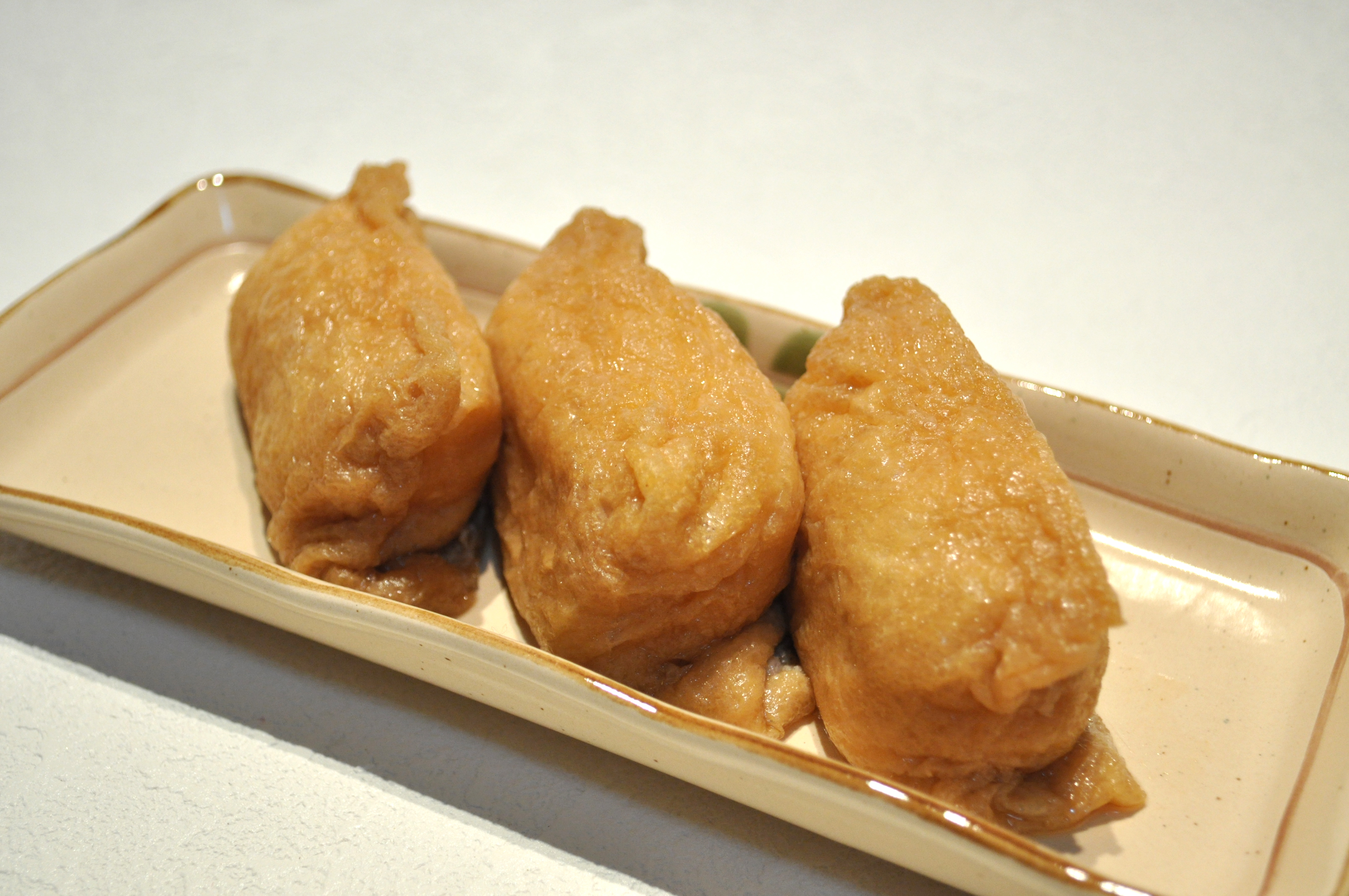
3 miếng inarizushi

Inarizushi (稲 荷 寿司) là một túi đậu phụ chiên thường chứa đầy cơm sushi.
Truyện kể rằng inarizushi được đặt theo tên của vị thần Shinto Inari. Cáo, sứ giả của Inari, được cho là rất thích đậu phụ chiên, và một cuộn Inari-zushi có các góc nhọn giống như tai con chó săn.
Các biến thể của khu vực bao gồm các túi làm từ trứng tráng mỏng (紗, fukusa-zushi hoặc 茶巾, chakin-zushi) thay vì đậu phụ. Không nên nhầm lẫn với inari maki, đó là một cuộn đầy đậu phụ chiên có hương vị. Trong tiếng Hàn, inarizushi gọi là yubuchobap (유부초밥).
Cone sushi là một biến thể của inarizushi có nguồn gốc từ Hawaii, có thể bao gồm đậu Hà Lan, cà rốt hoặc củ ngưu bàng cùng với cơm, được bọc trong một miếng aburage (váng đậu) hình tam giác. Nó thường được bán ở okazu-ya (delis Nhật Bản) và là một thành phần của hộp bento.

### Nigirizushi
Nigirizushi (握り寿司, "sushi nắn bằng tay") bao gồm một miếng cơm sushi hình chữ nhật mà đầu bếp ấn vào giữa hai lòng bàn tay để tạo thành một quả bóng hình bầu dục (có khi nắn thành hình hộp chữ nhật thuôn), và topping hải sản tươi sống(neta), rau củ hay trứng cuộn chiên - tamagoyaki phủ lên miếng cơm. Nó thường được phục vụ với một chút wasabi; neta thường là cá như cá hồi, cá ngừ hoặc các loại hải sản khác. Một số loại toppings thường được liên kết với gạo với một dải nori mỏng, phổ biến nhất là bạch tuộc (tako), lươn nước ngọt (unagi), lươn biển (anago), mực (ika) và trứng ngọt (tamago). Một đơn hàng của một loại cá nhất định thường có hai miếng, trong khi một bộ sushi (món ăn lấy mẫu) có thể chỉ chứa một miếng của mỗi loại topping.

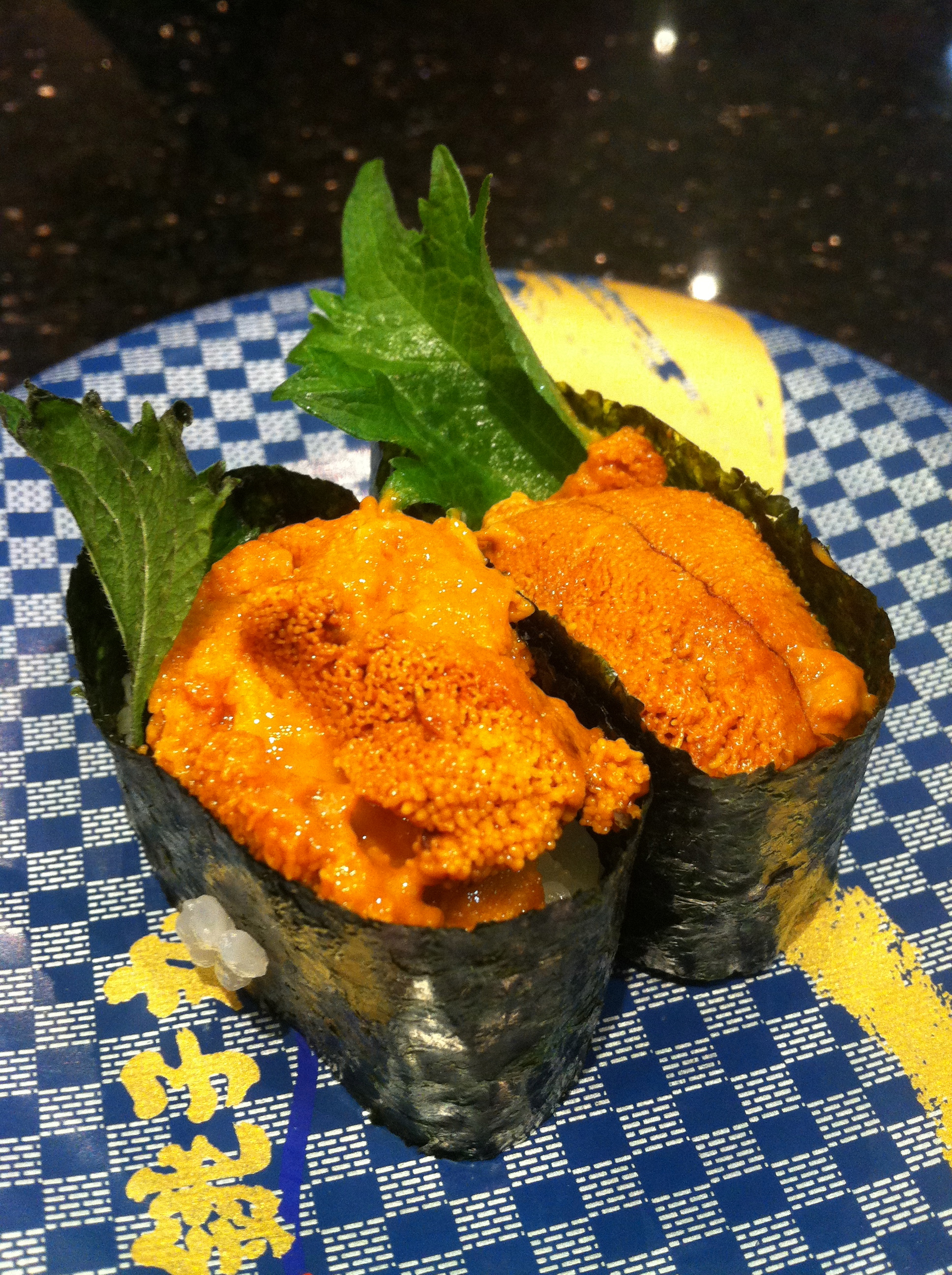
"Gunkanmaki" nhím biển

Gunkanmaki (軍艦巻, "cuộn quân hạm") là dạng cơm nắm nigirizushi bao lấy nó là lớp lá nori nhỏ hay miếng dưa leo dài (đôi khi sử dụng lát cá tươi sống); có nhân là nattō, hàu, uni (nhím biển), ngô với mayonnaise, sò điệp và trứng cá. Gunkan-maki được phát minh tại nhà hàng Ginza Kyubey năm 1941; phát minh của nó đã mở rộng đáng kể nhân của lớp phủ mềm được sử dụng trong sushi.
Temarizushi (手まり寿司), "sushi bóng") là một loại sushi được làm bằng cách vo tròn nắm cơm và hải sản thành một hình dạng quả bóng con bằng cách sử dụng màng bọc nylon.

### Oshisushi

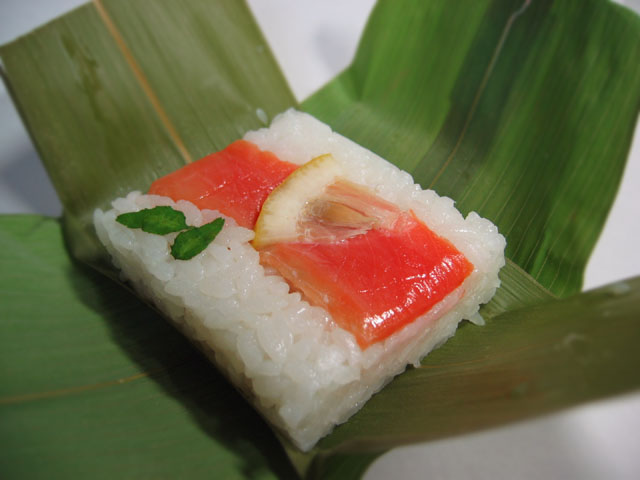
Sasazushi, 1 kiểu oshizushi gói trong lá chuối

Oshizushi (押し寿司, "sushi ép"), còn được gọi là hako-zushi (箱寿司, "sushi hộp"), là một loại sushi ép từ vùng Kansai, một món ăn yêu thích và đặc sản của Osaka. Một mảnh hình khối được hình thành bằng cách sử dụng khuôn gỗ, được gọi là oshibako. Đầu bếp lót đáy của oshibako với lớp phủ bên trên, phủ chúng bằng cơm sushi, sau đó ấn nắp khuôn xuống để tạo ra một khối nhỏ gọn, trực tràng. Khối được lấy ra khỏi khuôn và sau đó cắt thành miếng vừa ăn. Đặc biệt nổi tiếng là バッテ寿司 (battera, sushi cá thu ép) hoặc 鯖 寿司 (saba zushi). Trong oshizushi, tất cả các thành phần đều được nấu chín hoặc phơi và cá sống không bao giờ được sử dụng.

## Sushi và nền văn hoá phương Tây

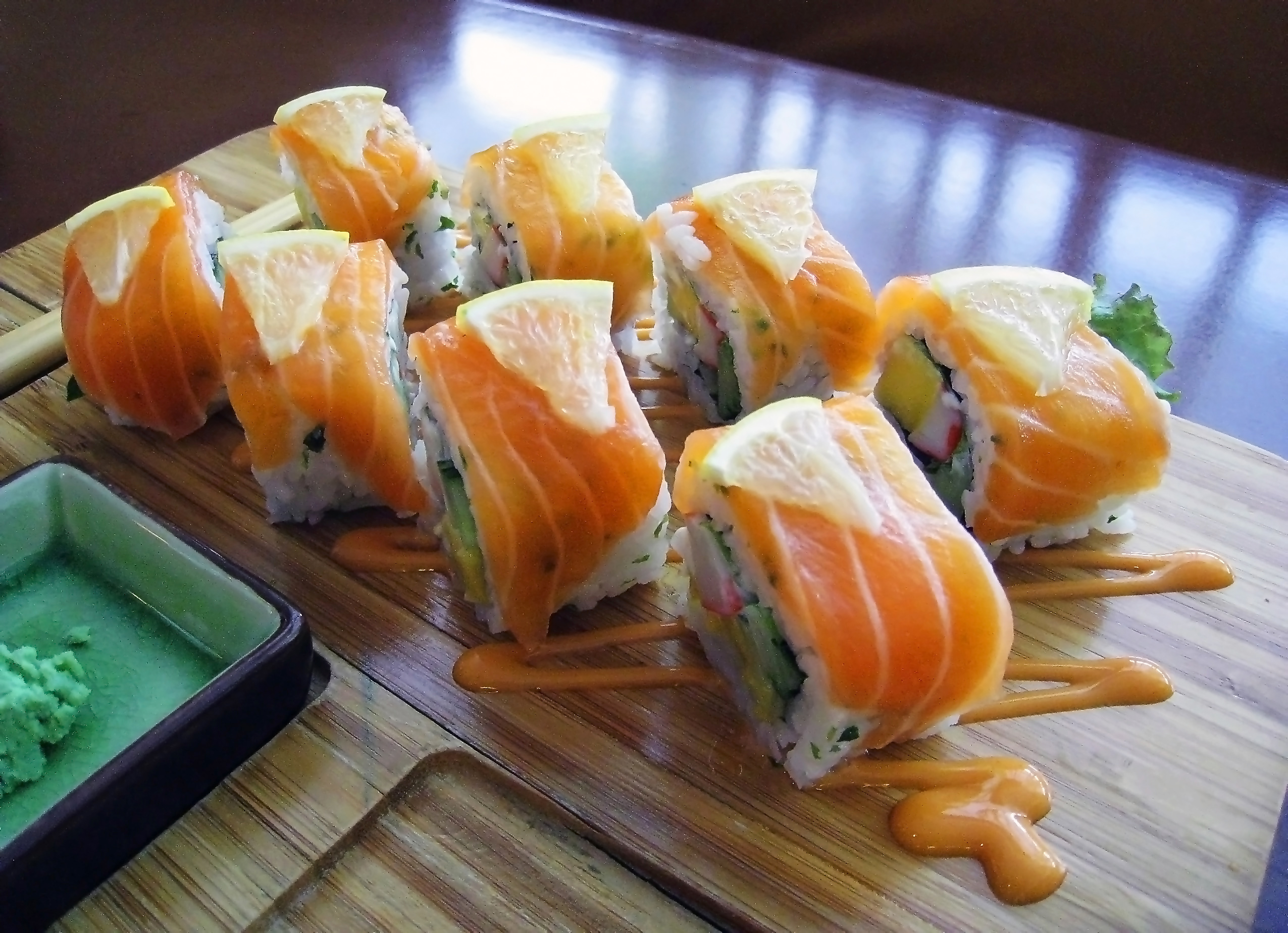
Sushi cuộn kiểu Na Uy (ノルウェー巻き)

Từ điển tiếng Anh Oxford ghi chú đề cập sớm nhất về sushi trong một cuốn sách năm 1893, Nội thất Nhật Bản, trong đó đề cập rằng "Người nội địa phục vụ chúng tôi với trà và sushi hoặc bánh mì kẹp cơm".
Tuy nhiên, cũng có đề cập đến sushi trong một từ điển Nhật-Anh từ năm 1873 và một bài viết năm 1879 về nấu ăn Nhật Bản trên tạp chí Ghi chú và Truy vấn. Ngoài ra, cuốn sách bán chạy nhất năm 1879 A Tour vòng quanh thế giới của General Grant của James Dabney McCabe mô tả cựu tổng thống Ulysses S. Grant dùng bữa trên phiên bản sushi "shashimi" trong chuyến thăm Nhật Bản.

### Na Uy
Sự phổ biến ngày càng tăng của sushi trên khắp thế giới đã dẫn đến các biến thể thường thấy ở thế giới phương Tây, nhưng hiếm khi ở Nhật Bản. Một ngoại lệ đáng chú ý là việc sử dụng cá hồi, được giới thiệu bởi một doanh nhân người Na Uy có nhiệm vụ giúp đỡ ngành công nghiệp cá hồi Na Uy vào những năm 1980. Những sáng tạo như vậy để phù hợp với khẩu vị phương Tây ban đầu được thúc đẩy bởi phát minh ra cuộn sushi California (một loại norimaki với cua (thanh cua), dưa chuột và bơ). Một loạt các cuộn makizushi phổ biến (norimaki và uramaki) đã phát triển kể từ đó. Makizushi 
kiểu Na Uy là một biến thể khác của uramakizushi chứa đầy tamago (trứng tráng), thanh cua và dưa chuột, cuộn với lá tía tô và nori, trên cùng là những lát cá hồi Na Uy, trang trí bằng chanh và mayonnaise.

### Hoa Kỳ

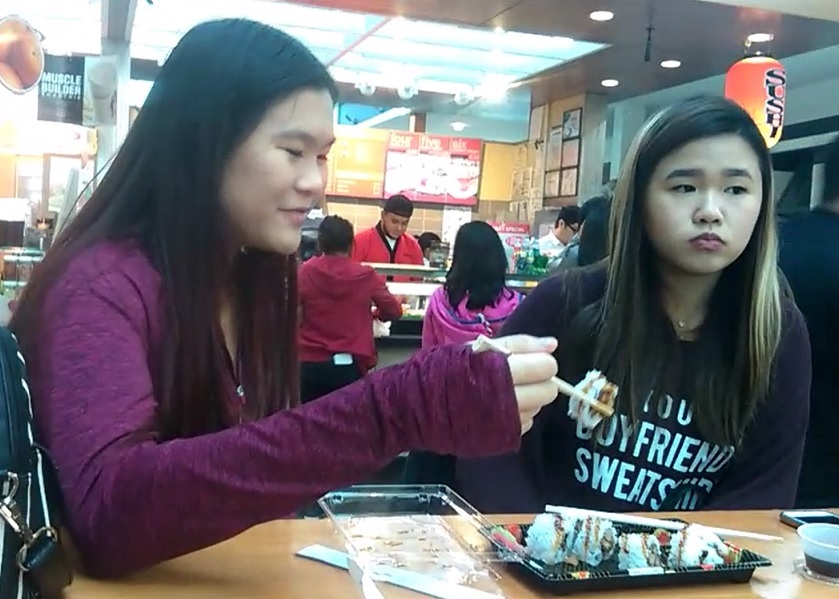
Thực khách dùng bữa tại một nhà hàng sushi tại Mỹ

Sushi đã được phục vụ tại Hoa Kỳ vào đầu những năm 1900, sau một dòng người nhập cư Nhật Bản sau khi Minh Trị phục hồi. Cửa hàng sushi đầu tiên ở Hoa Kỳ được báo cáo đã mở vào năm 1906 tại khu phố Little Tokyo của Los Angeles. H.D. Miller, nhà sử học thực phẩm của Đại học Lipscomb đã viết rằng một làn sóng Nhật Bản trong xã hội cao cấp của Mỹ đã dẫn đến việc phục vụ sushi tại các chức năng xã hội. Phổ biến của thực phẩm Nhật Bản đạt đỉnh ca. 1905 khi nó đang được phục vụ tại các cuộc tụ họp xã hội có chủ đề Nhật Bản trên khắp Hoa Kỳ, bao gồm cả ở các thành phố trung tây như Minneapolis, Minnesota, St. Louis, Missouri và Bismarck, North Dakota.Theo Miller, đề cập sớm nhất về sushi được ăn bởi một người Mỹ, ở Mỹ, là một bài viết ngày 18 tháng 8 năm 1904 trên tờ Los Angeles Herald về một bữa tiệc trưa được phục vụ tại Santa Monica bởi người xã hội Fern Dell Higgins.
Vài năm sau đó, một làn sóng tình cảm chống Nhật Bản và hạn chế nhập cư Nhật Bản, bắt đầu từ Thỏa thuận của quý ông năm 1907, gây ra sự suy giảm sau đó trong việc chấp nhận ẩm thực Nhật Bản. Sau khi Thế chiến II bùng nổ, các nhà hàng Mỹ gốc Nhật ở Bờ Tây thường bị buộc phải đóng cửa và bán bớt các doanh nghiệp của họ do đơn đặt hàng thực tập cho chủ sở hữu của họ. Một nhà hàng mở cửa trở lại sau chiến tranh để phục vụ sushi là Matsuno Sushi (Matsu-no-sushi) ở Little Tokyo, Los Angeles. Nhà hàng này đã kinh doanh ít nhất từ năm 1938 hoặc 1939, và đến năm 1949, nó đã trở lại phục vụ sushi (có cá ngừ vây xanh địa phương) cho bữa trưa. Nhưng maki và inari họ phục vụ không được tạo hình bằng tay bởi các đầu bếp được đào tạo, mà được đúc trong máy cắt bánh quy.
Nhà hàng Kawafuku ở Little Tokyo đã được ghi nhận là "quán sushi thực sự đầu tiên" ở Hoa Kỳ, có nghĩa là, người đầu tiên phục vụ sushi từ một đầu bếp sushi được đào tạo trong nước. Một số nguồn tin chấp nhận yêu cầu của một người đàn ông tên Noritoshi Kanai rằng ông là người có công trong việc thuyết phục chủ sở hữu của Kawafuku bắt đầu phần sushi. Kanai cũng đã tuyên bố là người đặt ra thuật ngữ "thanh sushi". Kanai đứng đầu chi nhánh Mutual Trading có trụ sở tại Tokyo, một nhà nhập khẩu nguyên liệu thực phẩm Nhật Bản phục vụ Kawafuku và các nhà hàng khác. Đầu bếp sushi đầu tiên ở Mỹ theo tài khoản này là Shigeo Saito, và một số nguồn tin cho rằng đầu bếp là nhân vật chính đã mang sushi thực sự đến Hoa Kỳ.
Sushi cuộn California được phát minh ở Los Angeles bằng cách thay thế một lát bơ cho món toro theo mùa (cá ngừ béo) trong một cuộn maki truyền thống; thường được làm theo kiểu cuốn lộn ra ngoài (inside-out), thành phần gồm có dưa chuột, thịt cua hoặc thanh cua, và bơ. Đôi khi thanh cua được thay thế bằng salad cua, còn lớp cơm ngoài cùng trong một cuộn uramaki thường sẽ được rắc thêm vừng rang, tobiko (trứng cá chuồn) hoặc masago (trứng cá trứng) lên trên. Ngày nay, sushi cuộn California cũng du nhập vào Hàn Quốc và cũng theo cách trộn cơm với muối và dầu mè kèm thịt,cá,... và rau thì người Hàn sẽ gọi là nude kimbap (누드김밥).

### Anh
Một báo cáo về sushi đang được tiêu thụ ở Anh xảy ra khi Nhật Hoàng Akihito (sinh năm 1933) khi đó đến thăm Nữ hoàng Elizabeth II tại thời điểm đăng quang vào tháng 5 năm 1953. [36] [37] Vào tháng 9 năm 1953, Nhật Hoàng Akihito phục vụ sushi tại Đại sứ quán Nhật Bản ở Washington, DC.

### Úc
Úc là một nguồn gạo chính được sử dụng trong sushi, đặc biệt là Leeton, New South Wales, là trụ sở của SunRice.
Băng chuyền sushi được biết đến đầu tiên ở Úc xuất hiện ở Queensland vào năm 1993, khi Sushi Train mở nhà hàng đầu tiên.

## Biến thể của sushi

### Sushi pizza

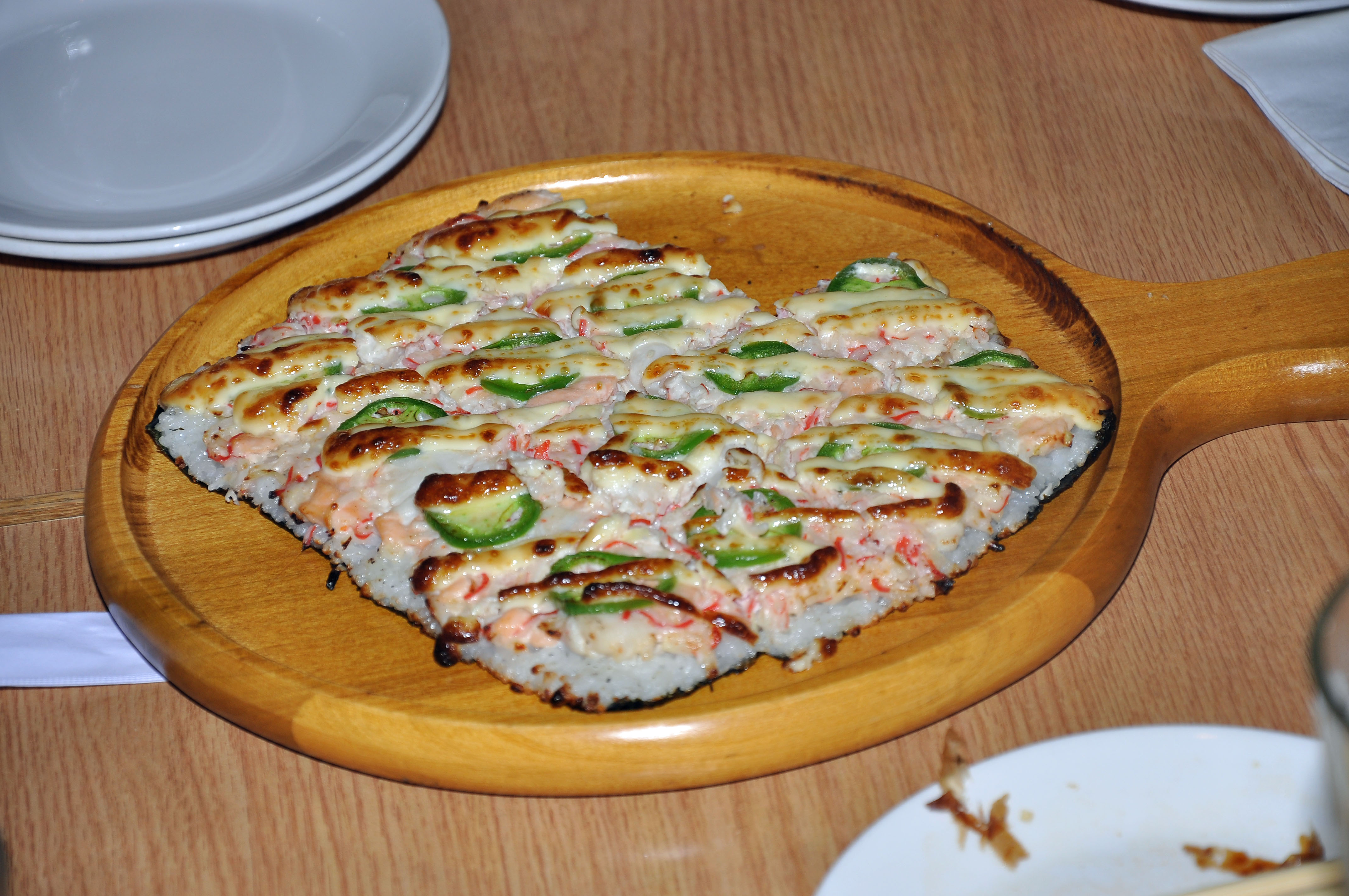
Sushi pizza

Sushi pizza là một món ăn Canada có nguồn gốc từ Toronto và sự hợp nhất của sushi và pizza thường được phục vụ ở Khu vực Greater Toronto, được phát minh bởi Kaoru Ohsada không muộn hơn tháng 5 năm 1993 với tư cách là đầu bếp của Nhà hàng Hải sản Nhật Bản Nami. Nó sử dụng cơm chiên làm đế bánh và phủ lên với một lớp bơ thái lát, một lớp cắt lát cá hồi, cá ngừ hoặc thịt cua, một chút chua ngậy của mayonnaise pha trộn và wasabi bột và được phục vụ trong nêm. Nori, gừng ngâm và trứng cá đôi khi cũng được phục vụ như toppings.
Do sự phổ biến và tính sẵn có rộng rãi của món ăn ở Toronto, nó đã nhanh chóng trở thành một trong những món ăn đặc trưng của thành phố, cùng với bánh mì thịt xông khói peameal.

### Spam musubi

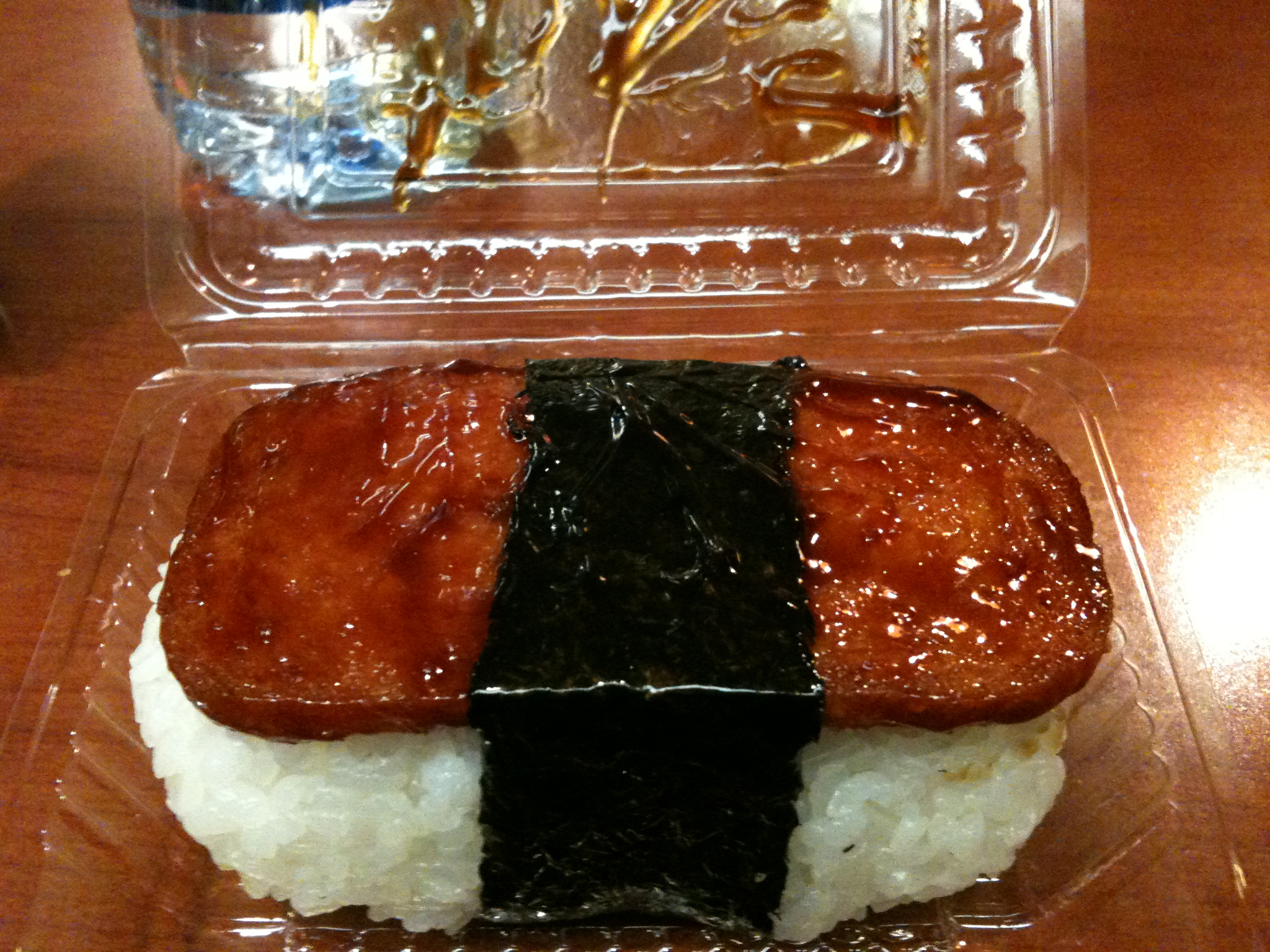
Spam musubi thường được bán trong các cửa hàng tiện lợi đóng gói trong hộp nhựa

Spam musubi là một món ăn nhẹ và đồ ăn trưa phổ biến ở Hawaii bao gồm một lát Spam nướng đắp lên một nắm cơm, được gói cùng với nori theo truyền thống giống với sushi Nhật Bản. đã trở thành một loại thực phẩm phổ biến ở Hawaii sau Thế chiến II. Spam là một khóa học chính cho quân đội trong chiến tranh, và sự hiện diện quân sự lớn ở Hawaii đã dẫn đến việc áp dụng rộng rãi tại địa phương của Spam. Kết quả là người Mỹ gốc Nhật ở Hawaii đã tạo ra các musubi Spam. Các miếng thịt hộp spam thường được nướng lên hay áo chảo với chút xốt teriyaki, sau đó nắm vắt cơm cho giống với cơm nigirizushi rồi đặt miếng spam và dán nori xung quanh nắm cơm. Có thể ăn kèm với xì dầu hay mayonnaise.

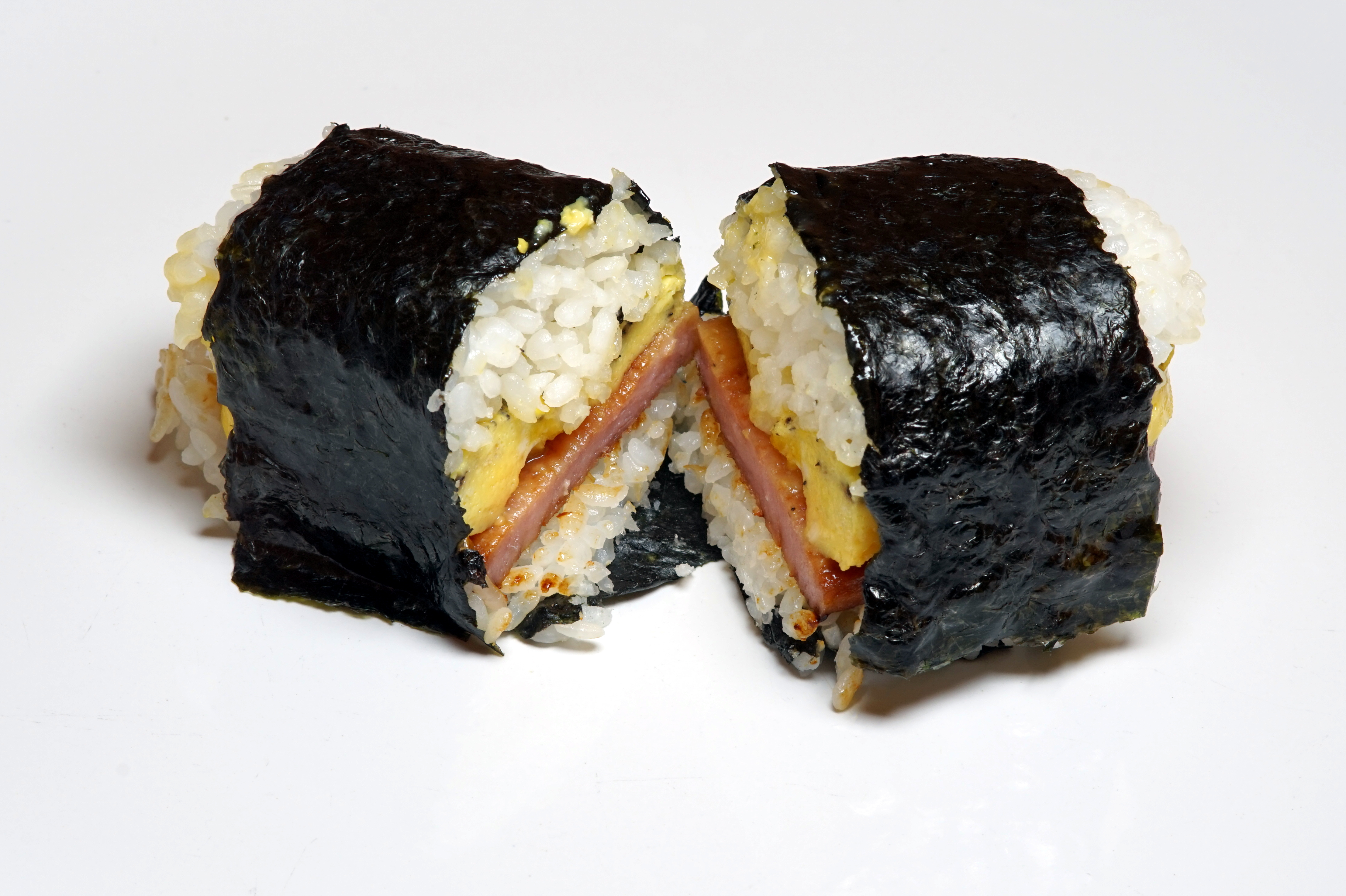
Makizushi có nhân từ trứng chiên và thịt hộp spam.

Tương tự như nigirizushi của Nhật Bản, các biến thể của musubi Spam truyền thống tồn tại. Ví dụ như:
- Furikake trộn vào cơm
- Makizushi có nhân là thịt hộp spam và trứng chiên hay củ cải muối takuan thêm vào giữa Spam và cơm sushi. Hay nó cũng có thể được thay thế bằng xúc xích, tôm chiên, gà teriyaki, gà katsu,thịt lợn cốt lết, xúc xích Bồ Đào Nha (linguiça) hoặc các thức ăn giàu đạm khác thay vì Spam.

Nguồn gốc của món ăn được chế biến bởi Barbara Funamura, ông đã mất vào ngày 12 tháng 5 năm 2016 ở tuổi 78.

## Sushi băng chuyền

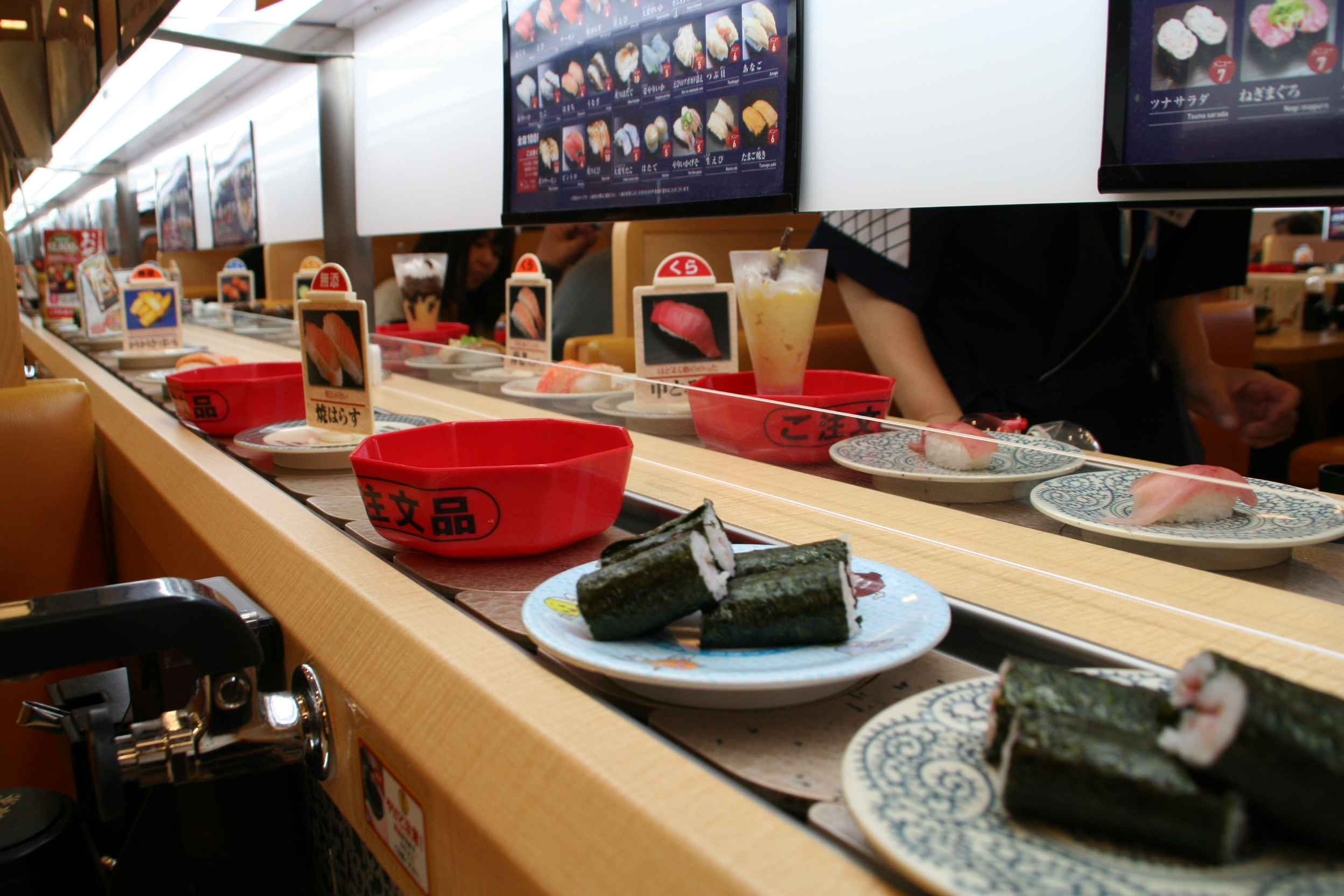
Băng chuyền sushi

Sushi băng chuyền (Kanji: 回転寿司; Hepburn: kaiten-zushi), nghĩa đen là "sushi xoay" là một hình thức nhà hàng sushi phổ biến ở Nhật Bản. Ở Úc, nó còn được gọi là tàu sushi.
Kaiten-zushi là một nhà hàng sushi, nơi các đĩa với sushi được đặt trên một băng chuyền xoay hoặc hào nước chảy qua nhà hàng và di chuyển qua mọi bàn, quầy và ghế ngồi. Khách hàng có thể đặt hàng đặc biệt. Hóa đơn cuối cùng dựa trên số lượng và loại đĩa của sushi đã tiêu thụ. Một số nhà hàng sử dụng cách trình bày lạ mắt như "thuyền sushi" bằng gỗ thu nhỏ đi trên kênh nhỏ hoặc xe đầu máy thu nhỏ.

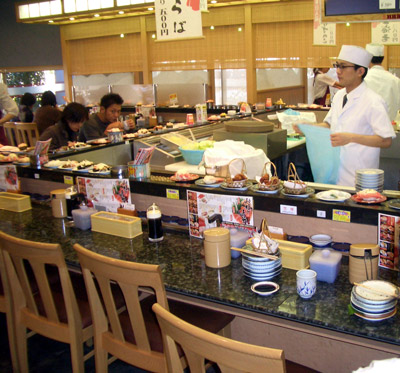
Một băng chuyền sushi trong nhà hàng Nhật

Tính năng đáng chú ý nhất của sushi băng chuyền là dòng đĩa uốn lượn quanh nhà hàng. Việc lựa chọn thường không giới hạn ở sushi; nó cũng có thể bao gồm đồ uống, trái cây, món tráng miệng, súp và các thực phẩm khác.
Một số nhà hàng có thẻ RFID hoặc các hệ thống khác để loại bỏ sushi đã xoay quá lâu.
Nếu khách hàng không thể tìm thấy sushi mong muốn của họ, họ có thể đặt hàng đặc biệt. Đôi khi điện thoại loa có sẵn cho mục đích này trên băng chuyền. Nếu một số lượng nhỏ sushi được đặt hàng, nó được đặt trên băng chuyền nhưng được đánh dấu để những khách hàng khác biết rằng món ăn này đã được đặt bởi ai đó. Thông thường, đĩa với sushi nằm trên một giá đỡ hình trụ có nhãn để chỉ ra rằng đây là một thứ tự đặc biệt. Đối với các đơn đặt hàng lớn, sushi cũng có thể được mang đến cho khách hàng bởi các tiếp viên. Một số nhà hàng ở Nhật Bản cũng có màn hình cảm ứng để đặt các món ăn cụ thể có thể được giao trên một băng chuyền riêng hoặc bởi người phục vụ.
Đồ gia vị và dụng cụ thường được tìm thấy gần chỗ ngồi, ví dụ như gừng ngâm, đũa, nước tương và các món ăn nhỏ cho nước tương. Wasabi có thể ở ghế hoặc trên băng chuyền. Trà và nước đá tự phục vụ thường miễn phí, với những chiếc cốc xếp trên kệ phía trên băng chuyền và túi trà hoặc bột trà xanh trong hộp đựng trên bàn. Ngoài ra còn có một vòi nước nóng ở bàn để pha trà. Trên kệ thường là khăn giấy (khăn ướt) và hộp nhựa để đựng sushi cho khách hàng mang đi.
Hóa đơn được tính bằng cách đếm số lượng và loại đĩa của sushi đã tiêu thụ. Các tấm với màu sắc, hoa văn hoặc hình dạng khác nhau có giá khác nhau, thường dao động từ 100 yên đến 500 yên. Chi phí của mỗi tấm được hiển thị trên bảng hiệu hoặc áp phích trong nhà hàng. Nói chung, các mặt hàng giá rẻ đến trên các tấm đơn giản, và mức độ trang trí tấm có liên quan đến giá cả. Các mặt hàng đắt nhất có xu hướng đến trên các tấm màu vàng. Các mặt hàng đắt tiền có thể được đặt trên hai tấm, với giá là tổng giá của các tấm riêng lẻ. Một số chuỗi nhà hàng sushi băng chuyền, như Kappa Sushi hay Otaru Zushi, có giá cố định 100 yên cho mỗi đĩa. Điều này tương tự như hiện tượng các cửa hàng 100 yên. Một nút phía trên băng chuyền có thể được sử dụng để gọi tiếp viên để đếm các tấm. Một số nhà hàng có máy đếm mà khách hàng thả các tấm được đếm tự động hoặc họ sử dụng các tấm được gắn thẻ RFID và chỉ đếm từng ngăn xếp cùng một lúc với một đầu đọc đặc biệt.

### Lịch sử ra đời

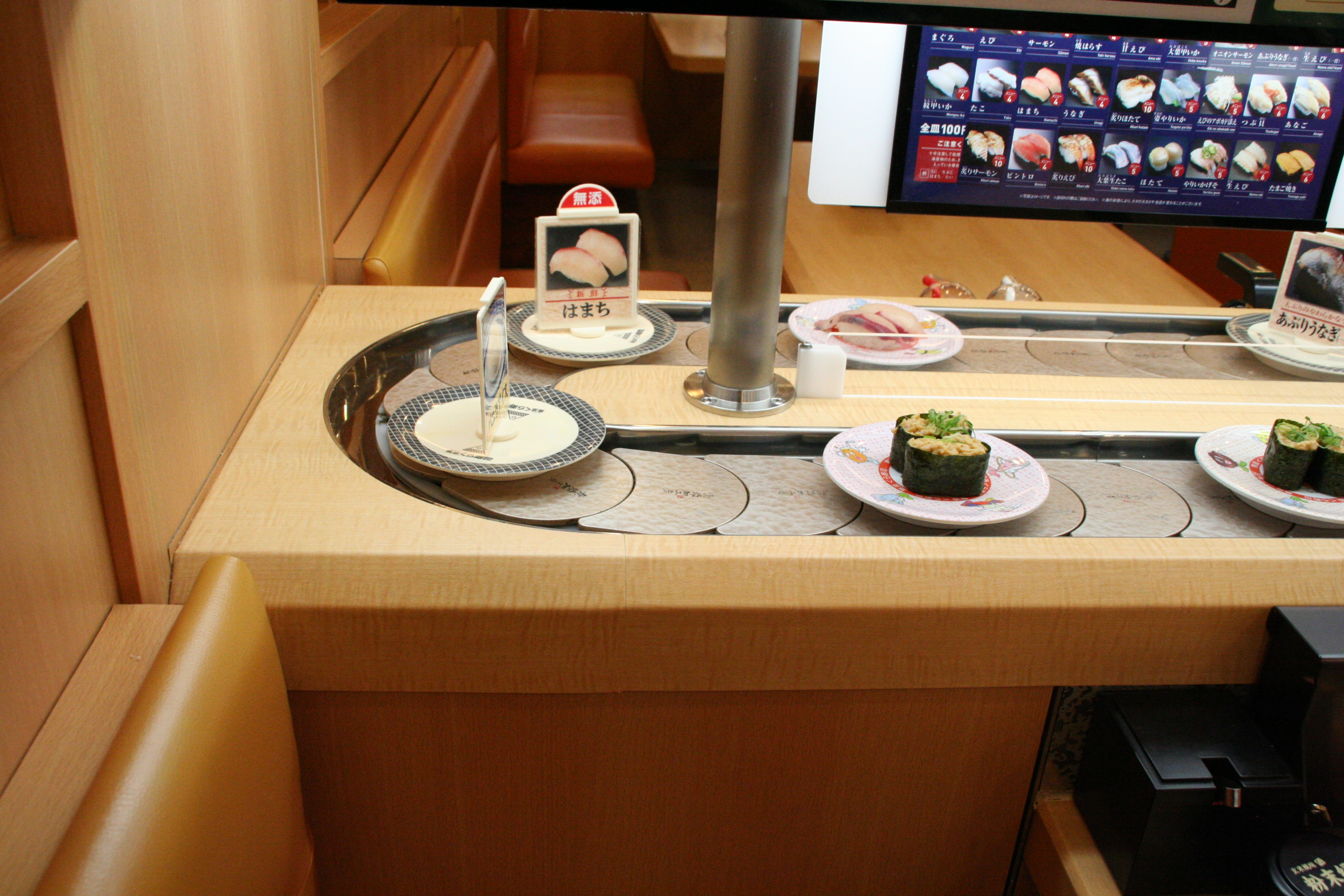
Một chuỗi băng chuyền sushi khớp nối quanh một góc kín

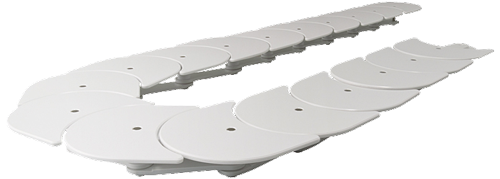
Cấu tạo của băng chuyền sushi

Sushi băng chuyền được phát minh bởi Yoshiaki Shiraishi (1914 - 2001), người có vấn đề với nhân viên nhà hàng sushi nhỏ của mình và gặp khó khăn khi tự mình quản lý nhà hàng. Anh ta có ý tưởng về một chiếc băng chuyền sushi sau khi xem những chai bia trên một băng chuyền trong một nhà máy bia Asahi. Sau năm năm phát triển, bao gồm thiết kế băng chuyền và tốc độ hoạt động, Shiraishi đã mở sushi băng chuyền đầu tiên Mawaru Genroku Sushi ở Higashiosaka vào năm 1958, cuối cùng mở rộng tới 250 nhà hàng trên khắp Nhật Bản. Tuy nhiên, đến năm 2001, công ty của ông chỉ có 11 nhà hàng. Shiraishi cũng đã phát minh ra một sushi robot, được phục vụ bởi robot, nhưng ý tưởng này đã không thành công về mặt thương mại.
Ban đầu trong một nhà hàng sushi băng chuyền, tất cả khách hàng được ngồi đối diện với băng chuyền, nhưng điều này không phổ biến với các nhóm. Sau đó, các bàn được thêm vào đúng góc với băng chuyền, cho phép tối đa sáu người ngồi tại một bàn. Điều này cũng làm giảm chiều dài của băng tải cần thiết để phục vụ một số người nhất định.
Một sự bùng nổ sushi băng chuyền bắt đầu vào năm 1970 sau khi một nhà hàng sushi băng chuyền phục vụ sushi tại Triển lãm Thế giới Osaka. Một sự bùng nổ khác bắt đầu vào năm 1980, khi việc ăn uống trở nên phổ biến hơn, và cuối cùng vào cuối những năm 1990, khi các nhà hàng rẻ tiền trở nên phổ biến sau sự bùng nổ của bong bóng kinh tế. Gần đây, Akindo Sushiro trở thành thương hiệu nổi tiếng nhất năm 2010 tại Nhật Bản.
Một biến thể mới của sushi băng chuyền có một màn hình cảm ứng ở mỗi bàn, cho thấy một bể cá ảo với nhiều cá. Khách hàng có thể gọi sushi bằng cách chạm vào loại cá, sau đó được đưa đến bàn bằng băng chuyền.
Băng chuyền sushi bao gồm một băng tải mỏng, hẹp được thiết kế để phù hợp với giới hạn chặt chẽ của một nhà hàng sushi. Hầu như 100% băng chuyền sushi được sản xuất tại Nhật Bản được sản xuất tại tỉnh Ishikawa.
Băng chuyền tiêu chuẩn sử dụng một chuỗi lưỡi liềm bằng nhựa được thiết kế đặc biệt. Chuỗi thực sự chạy trên mặt của nó (trên các tấm liên kết của nó), với tấm lưỡi liềm được gắn vào tấm bên kia bằng một chốt ghim. Điều này mang lại cho chuỗi bán kính uốn rất nhỏ và cho phép băng tải thực hiện các góc kín được tìm thấy trong hầu hết các nhà hàng sushi băng chuyền. Hơn nữa, bố trí theo chiều ngang có nghĩa là không có mặt trở lại của chuỗi, nó không chỉ loại bỏ độ võng xích và trượt với con lăn, mà còn cho phép thiết kế nông hơn nhiều.
Các công ty chuỗi lớn có thể cung cấp các vật liệu pin khác nhau (thép không gỉ là phổ biến), hình dạng tấm, xử lý bề mặt, vv tùy thuộc vào từng ứng dụng. Nhiều khách hàng cũng đang chuyển sang các nhà sản xuất băng tải sushi cho các tấm được thiết kế tùy chỉnh đi cùng với băng tải của họ. Những đổi mới trong băng tải sushi bao gồm các thiết kế không đau để vận hành yên tĩnh hơn và tự do thiết kế / bố trí, băng chuyền nhiều tầng cho phép hiển thị nhiều sushi hơn trong không gian hạn chế và làn đường tốc độ cao cho các đơn hàng tùy chỉnh.